# Lambada

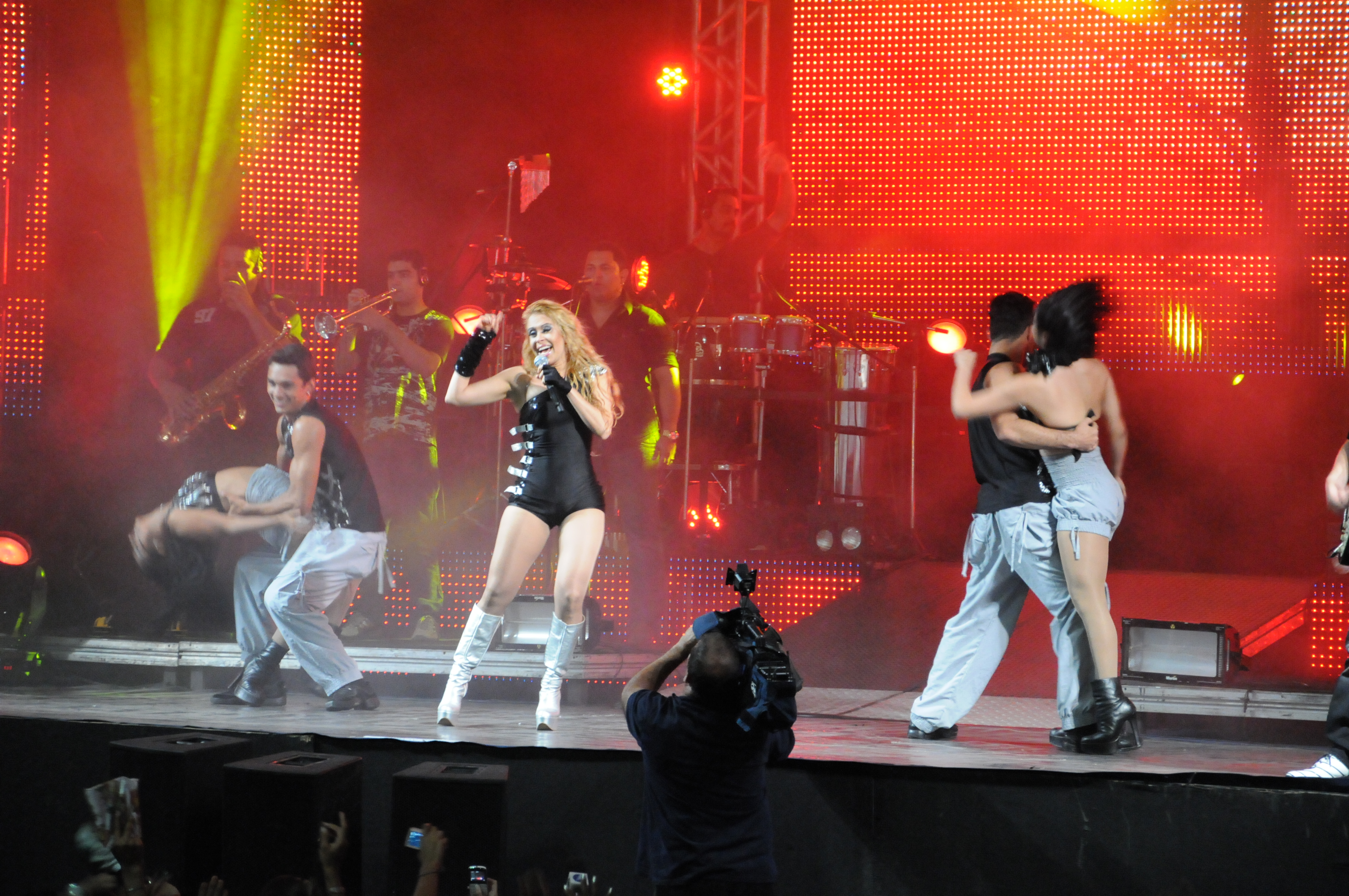
Biểu diễn Lambada năm 2009

Lambada là một điệu nhảy Latinh có nguồn gốc từ tiểu bang Pará ở Brazil. Điệu nhảy này đã trở nên phổ biến trên toàn thế giới trong những năm 1980, đặc biệt là ở Philippines, Mỹ Latinh và các quốc gia Caribe khác. Điệu nhảy này đã tiếp biến các tiết tấu của các điệu nhảy như Maxixe, carimbó, forró, Salsa và Merengue. Lambada thường là một điệu nhảy đôi với tiết tấu nhanh, bạn nhảy sẽ cuốn lấy nhau theo từng nhiệp điệu chuyển động bốc lửa. Các vũ công thường nhảy với đôi chân cong, với các bước từ bên này sang bên kia, xoay hoặc thậm chí lắc lư ưỡn ẹo, với chuyển động rõ rệt của phần hông eo. Vào thời điểm điệu nhảy này trở nên phổ biến, váy ngắn đang là mốt đối với phụ nữ và đàn ông thì mặc quần dài, và điệu nhảy này đã gắn liền với trang phục như vậy, đặc biệt là đối với phụ nữ mặc váy ngắn cuộn tung lên khi người phụ nữ xoay hông để lộ đồ lót lọt khe thong theo phong cách thập niên 90.

## Đại cương
Sau một thời gian, một đài phát thanh địa phương từ Belém (thủ phủ của Pará) bắt đầu gọi thể loại nhạc mới này là "nhịp điệu rực lửa" và "nhịp điệu của lambada". Thuật ngữ "lambada" có sức hấp dẫn mạnh mẽ và bắt đầu gắn liền với diện mạo mới nổi của một phong cách nhảy trước đó. Từ lambada có nghĩa là "cái tát mạnh" hoặc "cú đánh" trong tiếng Bồ Đào Nha. Tuy nhiên, với tư cách là một điệu nhảy, lambada có nguồn gốc từ nguyên mơ hồ. Trong tiếng Bồ Đào Nha, nó có thể ám chỉ chuyển động giống như sóng của một chiếc roi. Chuyển động sóng chảy này được tái hiện bằng cơ thể của người nhảy và là một trong những yếu tố chính phân biệt Lambada với các điệu nhảy Latin khác. Trước khi Kaoma đạo nhạc bài hát Llorando se fue của Los Kjarkas vào năm 1989 để chế thành bài hát Lambada (Chorando Se Foi) thì đã có hàng chục nhóm nhạc và một số ca sĩ đã biểu diễn bài hát này bằng cách sử dụng nhịp điệu nhảy, chẳng hạn như vào năm 1984 với Cuarteto Continental, International Sextet và ca sĩ người Puerto Rico Wilkins Velez, ca sĩ người Argentina Juan "Corazón" Ramón vào năm 1985 cũng rất thành công với các bản cover. Các nhóm nhạc khiêu vũ phổ biến khác, Tropicalisimo Apache từ Mexico và Los Hermanos Rosario từ Cộng hòa Dominica và sau này không thể không kể đến là bài hát On the Floor của Jennifer Lopez hợp tác với ca sĩ nhạc rap người Mỹ Pitbull. 